# Élections régionales de 2015 en Nord-Pas-de-Calais-Picardie
Pour un article plus général, voir Élections régionales françaises de 2015.
Les élections régionales en Nord-Pas-de-Calais-Picardie se déroulent les 6 et 13 décembre 2015 afin d'élire les 170 conseillers de la nouvelle grande région.
Au premier tour, le Front national, conduit par Marine Le Pen, arrive largement en tête avec 40,64 % devant la liste de Xavier Bertrand avec 24,97 %. La liste socialiste de Pierre de Saintignon recueille 18,12 % mais décide de se retirer du second tour, pour « faire barrage au Front national ».
Au second tour, une plus grande mobilisation des électeurs et le report des voix de gauche vers Xavier Bertrand permettent à sa liste de terminer en tête avec une large avance, avec 57,77 % des voix.

## Mode de scrutin

Carte de la future région.

Le mode de scrutin est fixé par le Code électoral. Les 170 conseillers régionaux (17 pour l'Aisne, 25 pour l'Oise, 18 pour la Somme, 76 pour le Nord et 44 pour le Pas-de-Calais) sont élus pour six ans. Ils sont élus au scrutin de liste à deux tours sans adjonction ni suppression de noms et sans modification de l'ordre de présentation. Chaque liste est constituée d'autant de sections qu'il y a de départements dans la région.
Si une liste a recueilli la majorité absolue des suffrages exprimés au premier tour, une prime d'un quart des sièges lui est d'abord attribuée. Ensuite le reste est réparti à la proportionnelle suivant la règle de la plus forte moyenne. Une liste ayant obtenu moins de 5 % des suffrages exprimés ne peut se voir attribuer un siège. Sinon on procède à un second tour où peuvent se présenter les listes ayant obtenu 10 % des suffrages exprimés. La composition de ces listes peut être modifiée pour comprendre les candidats ayant figuré au premier tour sur d’autres listes, sous réserve que celles-ci aient obtenu au premier tour au moins 5 % des suffrages exprimés et ne se présentent pas au second tour. À l’issue du second tour, les sièges sont répartis de la même façon, sauf que la majorité absolue n'est plus requise : la liste arrivée en tête dispose d'une « prime » d'un quart des sièges. Le reste des sièges est ensuite attribué à l'ensemble des listes ayant recueilli au moins 5 % des suffrages exprimés. Ainsi, avec la prime, la liste arrivée en tête peut disposer d'une majorité au conseil régional à partir d'environ 33 % des suffrages exprimés au second tour.
Les sièges étant attribués à chaque liste, on effectue ensuite la répartition entre les sections départementales, au prorata des voix obtenues par la liste dans chaque département.

## Contexte régional
Les deux anciennes régions Nord-Pas-de-Calais et Picardie ont connu des évolutions politiques divergentes depuis la création des premiers conseils régionaux, d'abord dénommés « Établissements publics régionaux » (EPR) par la loi du 5 juillet 1972. La région Nord-Pas-de-Calais est ainsi historiquement acquise au Parti socialiste, qui a dirigé la région depuis 1972, à l'exception d'une brève parenthèse écologiste, de 1992 à 1998, tandis que les majorités ont plus régulièrement alterné en Picardie : le centre de 1974 à 1978 (CNIP et UDF), la gauche de 1978 à 1979 (PSD), la droite de 1979 à 1980 (DVD), le parti communiste de 1980 à 1981, le parti socialiste de 1981 à 1985, le centre de 1985 à 2004 (UDF) puis de nouveau le Parti socialiste depuis lors. 

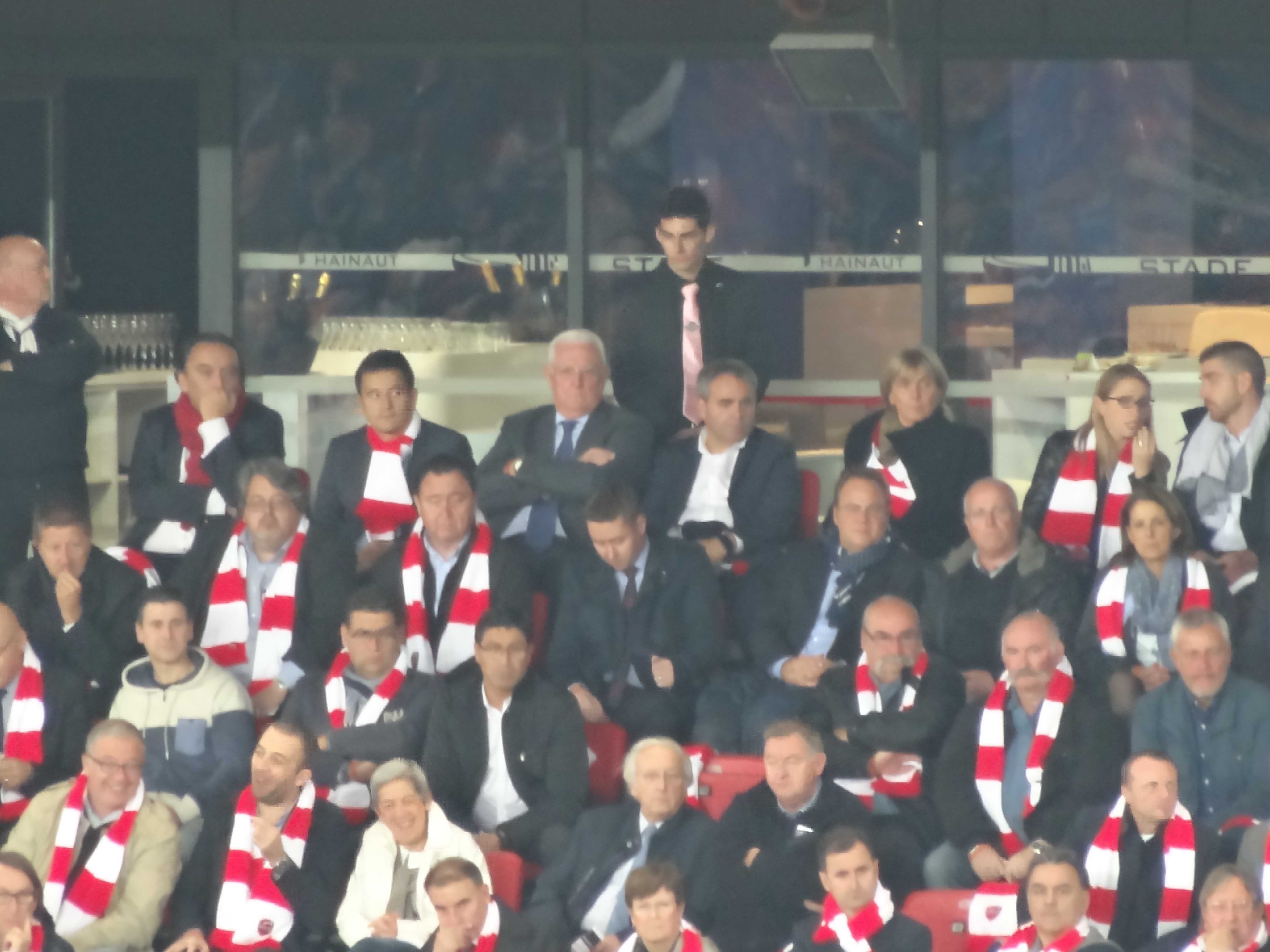
Le candidat Xavier Bertrand (4e sur la rangée du haut) entre Francis Decourrière et Valérie Létard, lors d'une rencontre de football le 21 septembre. Trois rangs devant se trouve le président sortant Daniel Percheron.

En dépit de ces évolutions politiques divergentes, la nouvelle région Nord-Pas-de-Calais-Picardie est sujette à des préoccupations communes, au premier rang desquelles figure notamment la question de l'emploi. Le taux de chômage y est d'environ 12,5 %, soit plus de deux points au-dessus de la moyenne nationale, pour une population de 5,98 millions d'habitants sur l'ensemble des 5 départements, dont 2,5 millions pour le seul Nord, le département le plus peuplé de France. Les candidats ont d'ailleurs noté l'importance de cette thématique : Xavier Bertrand (LR) a choisi pour slogan de campagne « Notre région au travail », tandis que Pierre de Saintignon (PS) met en exergue son expérience de premier vice-président de la région Nord-Pas-de-Calais chargé des affaires économiques pour proposer des solutions aux entreprises locales et aux industries telles que la métallurgie, la sidérurgie, l'automobile et l'agro-alimentaire.
Il est à noter que la nouvelle région remodelée est la 3e région française en termes de production de richesse économique avec un PIB de l'ordre de 150 milliards d'euros, soit 7,5 % de la richesse nationale. Elle bénéficie d'une productivité du travail importante, la classant au 5e rang des régions françaises au regard du PIB par tête. En outre, la nouvelle région Nord-Pas-de-Calais-Picardie se signale par son économie très insérée dans la dynamique mondiale. Assurant la jonction entre l'Île-de-France et la Belgique, qu'elle dépasse d'ailleurs en termes de superficie avec ses 12 414 km2, et reliée au Royaume-Uni par le Tunnel sous la Manche, le Nord-Pas-de-Calais-Picardie devrait compter pour 10,7 % des exportations françaises.
La capitale de la nouvelle région Nord-Pas-de-Calais-Picardie sera sans surprise la ville de Lille. Celle-ci a été préférée à Amiens pour devenir le chef-lieu du territoire à l'issue du conseil des ministres du 31 juillet 2015. Toutefois, le conseil régional issu des élections de décembre 2015 devra se prononcer par un vote pour entériner cette décision.

## Élections régionales précédentes

### Nord-Pas-de-Calais
| Tête de liste  | Tête de liste       | Liste                   | Premier tour | Premier tour | Second tour | Second tour | Sièges | Sièges |
| Tête de liste  | Tête de liste       | Liste                   | #            | %            | #           | %           | #      | %      |
| -------------- | ------------------- | ----------------------- | ------------ | ------------ | ----------- | ----------- | ------ | ------ |
|                | Daniel Percheron*   | PS - PRG - MRC          | 358 204      | 29,16        | 704 181     | 51,90       | 73     | 64,60  |
|                | Alain Bocquet       | FG - Alternatifs - DVG  | 132 435      | 10,78        | 704 181     | 51,90       | 73     | 64,60  |
|                | Jean-François Caron | EÉ - MEI                | 126 982      | 10,34        | 704 181     | 51,90       | 73     | 64,60  |
|                | Valérie Létard      | Majorité présidentielle | 233 366      | 19,00        | 351 502     | 25,91       | 22     | 19,47  |
|                | Marine Le Pen       | FN                      | 224 871      | 18,31        | 301 190     | 22,20       | 18     | 15,93  |
|                | Olivier Henno       | MoDem                   | 48 245       | 3,93         |             |             |        |        |
|                | François Dubout     | CNIP                    | 37 051       | 3,02         |             |             |        |        |
|                | Pascale Montel      | NPA                     | 36 870       | 3,00         |             |             |        |        |
|                | Eric Pecqueur       | LO                      | 17 693       | 1,44         |             |             |        |        |
|                | Mickaël Poillion    | Divers                  | 12 648       | 1,03         |             |             |        |        |
|                |                     |                         |              |              |             |             |        |        |
| Inscrits       | Inscrits            | Inscrits                | 2 870 281    | 100,00       | 2 872 257   | 100,00      |        |        |
| Abstentions    | Abstentions         | Abstentions             | 1 593 097    | 55,50        | 1 460 589   | 50,85       |        |        |
| Votants        | Votants             | Votants                 | 1 277 184    | 44,50        | 1 411 668   | 49,15       |        |        |
| Blancs et nuls | Blancs et nuls      | Blancs et nuls          | 48 819       | 3,82         | 54 795      | 3,88        |        |        |
| Exprimés       | Exprimés            | Exprimés                | 1 228 365    | 96,18        | 1 356 873   | 96,12       |        |        |

### Picardie
| Tête de liste  | Tête de liste       | Liste                                             | Premier tour | Premier tour | Second tour | Second tour | Sièges | Sièges |
| Tête de liste  | Tête de liste       | Liste                                             | #            | %            | #           | %           | #      | %      |
| -------------- | ------------------- | ------------------------------------------------- | ------------ | ------------ | ----------- | ----------- | ------ | ------ |
|                | Claude Gewerc*      | PS - PRG - MRC                                    | 153 044      | 26,64        | 310 674     | 48,28       | 35     | 61,40  |
|                | Christophe Porquier | EE                                                | 57 343       | 9,98         | 310 674     | 48,28       | 35     | 61,40  |
|                | Caroline Cayeux     | Majorité présidentielle                           | 149 007      | 25,94        | 208 665     | 32,43       | 14     | 24,56  |
|                | Michel Guiniot      | FN                                                | 90 802       | 15,81        | 124 177     | 19,30       | 8      | 14,04  |
|                | Maxime Gremetz      | Colère et espoir (dissidents communistes picards) | 35 643       | 6,20         |             |             |        |        |
|                | Thierry Aury        | FG - Alternatifs - PCOF - DVG                     | 30 721       | 5,35         |             |             |        |        |
|                | France Mathieu      | MoDem - AEI - Cap21                               | 21 486       | 3,74         |             |             |        |        |
|                | Sylvain Desbureaux  | NPA                                               | 17 269       | 3,01         |             |             |        |        |
|                | Thomas Joly         | PDF - MNR                                         | 11 624       | 2,02         |             |             |        |        |
|                | Roland Szpirko      | LO                                                | 7 555        | 1,32         |             |             |        |        |
|                |                     |                                                   |              |              |             |             |        |        |
| Inscrits       | Inscrits            | Inscrits                                          | 1 321 513    | 100,00       | 1 320 977   | 100,00      |        |        |
| Abstentions    | Abstentions         | Abstentions                                       | 719 286      | 54,43        | 645 273     | 48,85       |        |        |
| Votants        | Votants             | Votants                                           | 602 227      | 45,57        | 675 704     | 51,15       |        |        |
| Blancs et nuls | Blancs et nuls      | Blancs et nuls                                    | 27 733       | 4,61         | 32 188      | 4,76        |        |        |
| Exprimés       | Exprimés            | Exprimés                                          | 574 494      | 95,39        | 643 516     | 95,24       |        |        |

* liste du président sortant

## Listes et candidats

### Têtes de liste régionales
| Liste | Liste                      | Liste                                  | Aisne                        | Nord                      | Oise                       | Pas-de-Calais           | Somme                 |
| ----- | -------------------------- | -------------------------------------- | ---------------------------- | ------------------------- | -------------------------- | ----------------------- | --------------------- |
|       | Liste Sylvain Blondel      | Nous Citoyens                          | William Landa (NC)           | Sylvain Blondel (NC)      | Sébastien Veron (NC)       | Josette Dautriche (NC)  | Thomas Porquet (NC)   |
|       | Liste Xavier Bertrand      | LR - UDI - MoDem - CPNT - CNIP         | Xavier Bertrand (LR)         | Valérie Létard (UDI)      | Éric Woerth (LR)           | Natacha Bouchart (LR)   | Brigitte Fouré (UDI)  |
|       | Liste Marine Le Pen        | FN-RBM                                 | Paul-Henry Hansen-Catta (FN) | Philippe Eymery (FN)      | Michel Guiniot (FN)        | Marine Le Pen (FN)      | Sébastien Chenu (RBM) |
|       | Liste Éric Mascaro         | UPR                                    | Marcel Marchand              | Sofiane Souchi            | Kamel Katache              | Eric Mascaro            | Gérard Daulle         |
|       | Liste Éric Pecqueur        | LO                                     | Anne Zanditénas              | Eric Pecqueur             | Roland Szpirko             | Françoise Millot        | Bruno Paleni          |
|       | Liste Sandrine Rousseau    | EÉLV - PG - ND - NGS                   | Dominique Jourdain (EELV)    | Laurent Matejko (PG)      | Marie-Laure Darrigade (PG) | Marine Tondelier (EELV) | Dominique Théo (ND)   |
|       | Liste Fabien Roussel       | PCF - E! - R&S - CC                    | Benoît Roger                 | Fabien Roussel            | Thierry Aury               | Cathy Apourceau-Poly    | Nathalie Marchand     |
|       | Liste Pierre de Saintignon | PS - PRG - MRC - UDE - MEI - MdP - IDG | Anne Ferreira (PS)           | Pierre de Saintignon (PS) | Béatrice Lejeune (PS)      | Frédéric Cuvillier (PS) | Nicolas Dumont (PS)   |
|       | Liste Jean-Philippe Tanguy | DLF                                    | Philippe Douchain            | François Dubout           | Roland Guillaux            | Benoît Dolle            | Nicolas Lottin        |

### Situation par parti

#### Debout la France (DLF)
Jean-Philippe Tanguy, délégué national aux fédérations de Debout la France, est le candidat déclaré du parti. Il fut la tête de liste de Debout la France aux élections européennes de 2014 dans le Nord-Ouest (4,16 %).

#### Le Rassemblement (EÉLV / PG / ND / NGS)
Europe Écologie Les Verts Nord – Pas-de-Calais – Picardie a élu le samedi 25 avril ses deux têtes de liste pour les élections régionales de 2015 : Sandrine Rousseau et Emmanuel Cau,. Tous deux sont déjà conseillers régionaux élus à la région.
Le Parti de gauche a désigné Laurent Matejko et Marie-Laure Darrigade comme chefs de file pour mener les élections régionales. Ils ont décidé de faire alliance avec EELV et Sandrine Rousseau pour les élections régionales de 2015.
Nouvelle Donne , parti créé fin 2013 en prévision des élections européennes de 2014, fait partie de la liste Le Rassemblement au côté de EELV, du Parti de gauche et de la Nouvelle gauche socialiste.
Laurent Matejko, candidat sur la liste de Sandrine Rousseau et chef de file du Parti de gauche conteste que la liste conduite par Fabien Roussel se réclame du Front de gauche. Il affirme qu'il n'est pas possible de constituer une liste Front de gauche sans le Parti de gauche, sa principale composante après le PCF.

#### Front national (FN)

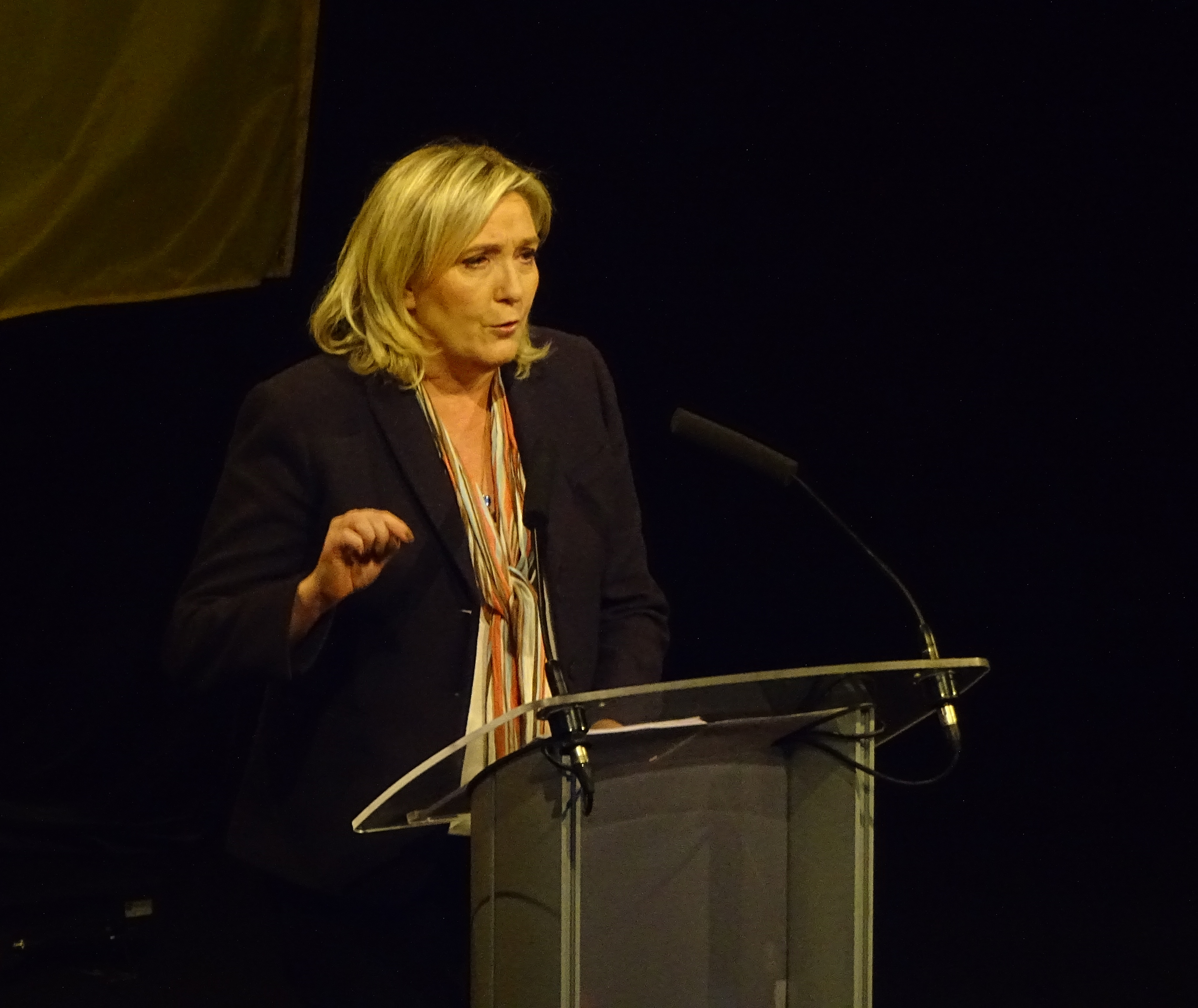
Marine Le Pen lors d'un meeting pour les régionales à Lille le 30 novembre 2015.

Le 30 juin 2015, Marine Le Pen, s'est déclarée candidate à l'élection régionale de 2015 dans la nouvelle région Nord-Pas-de-Calais-Picardie, d'abord lors d'une intervention sur iTélé puis lors d'une déplacement à Arras au cours d'une conférence de presse.

#### Union de la droite et du centre (LR / UDI / MoDem)

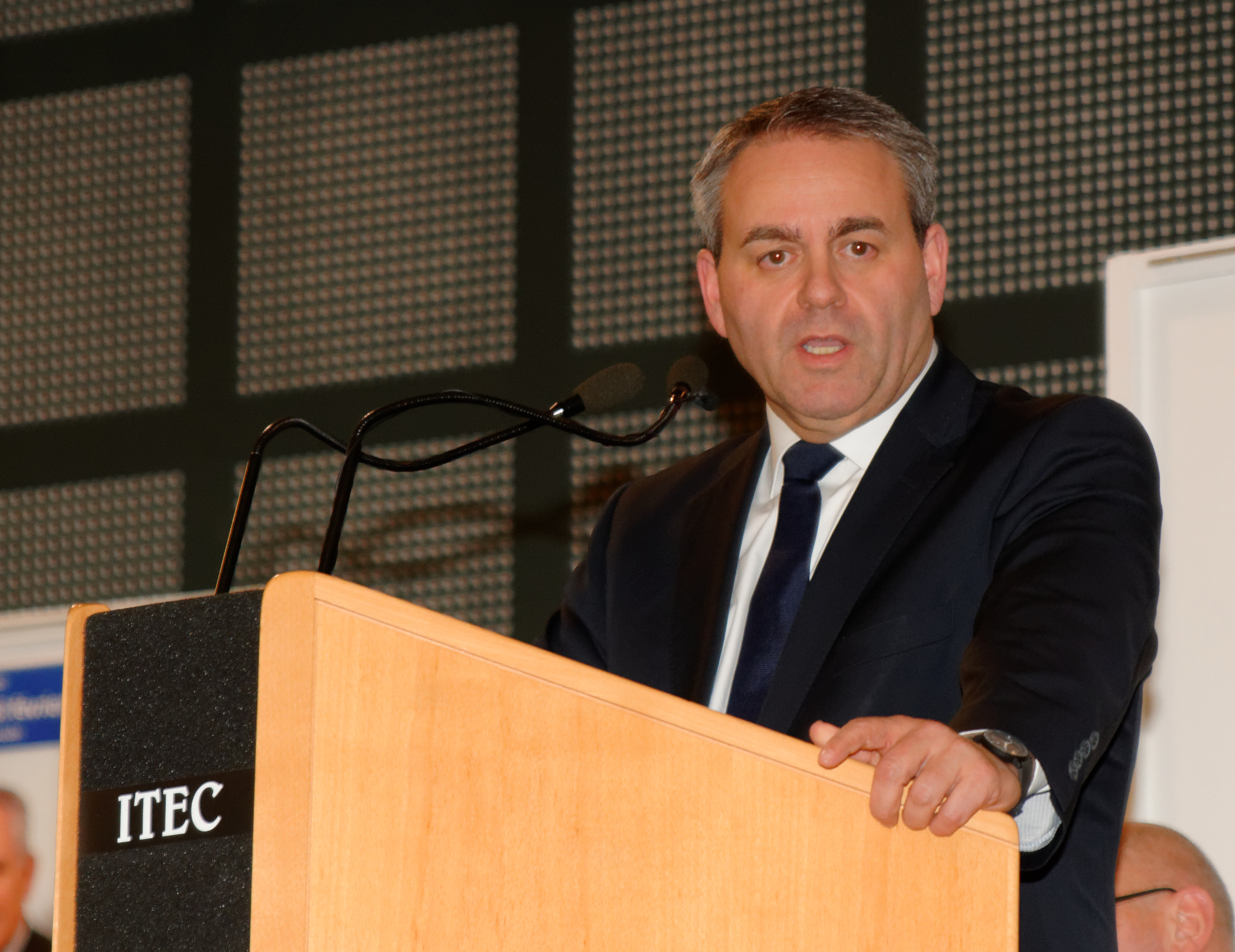
Xavier Bertrand lors d'un meeting en 2015.

Xavier Bertrand est le candidat des Républicains,,. Il a été investi dès le mois de février 2015 pour mener la liste UMP, devenue depuis Les Républicains. L'ancien ministre, un temps pressenti concurrent dans la course à la primaire internet au parti, peut compter sur le soutien de l'UDI dans la région. En effet, Valérie Létard, proche de Jean-Louis Borloo, présidente de l'UDI Nord et vice-présidente du parti à l'échelle nationale, avait été désignée début février par le bureau exécutif de l'UDI comme chef de file du mouvement, les deux partis ont finalement fait le choix d'une liste commune, menée par Xavier Bertrand. À noter que les noms de Gérald Darmanin et Marc-Philippe Daubresse avaient été un temps pressentis. Le MoDem, mené par Jean-Marie Vanlerenberghe dans cette région, a rejoint cette liste d'union de la droite et du centre en septembre 2015.

#### Lutte ouvrière (LO)
Éric Pecqueur est la tête de liste « Lutte Ouvrière - Faire entendre le camp des travailleurs » pour les élections régionales 2015 dans la région Nord-Pas-de-Calais-Picardie. Ouvrier de l'usine Toyota Valenciennes, il est également porte parole régional de Lutte ouvrière.

#### Parti communiste (PCF) et alliés
Fabien Roussel est élu tête de liste du PCF pour les élections régionales 2015 dans la Région Nord-Pas-de-Calais-Picadie le 27 juin 2015 à Avion. Né à Béthune, il vit à Saint Amand les Eaux où il est conseiller communautaire depuis 2014.

#### Parti socialiste (PS) et alliés

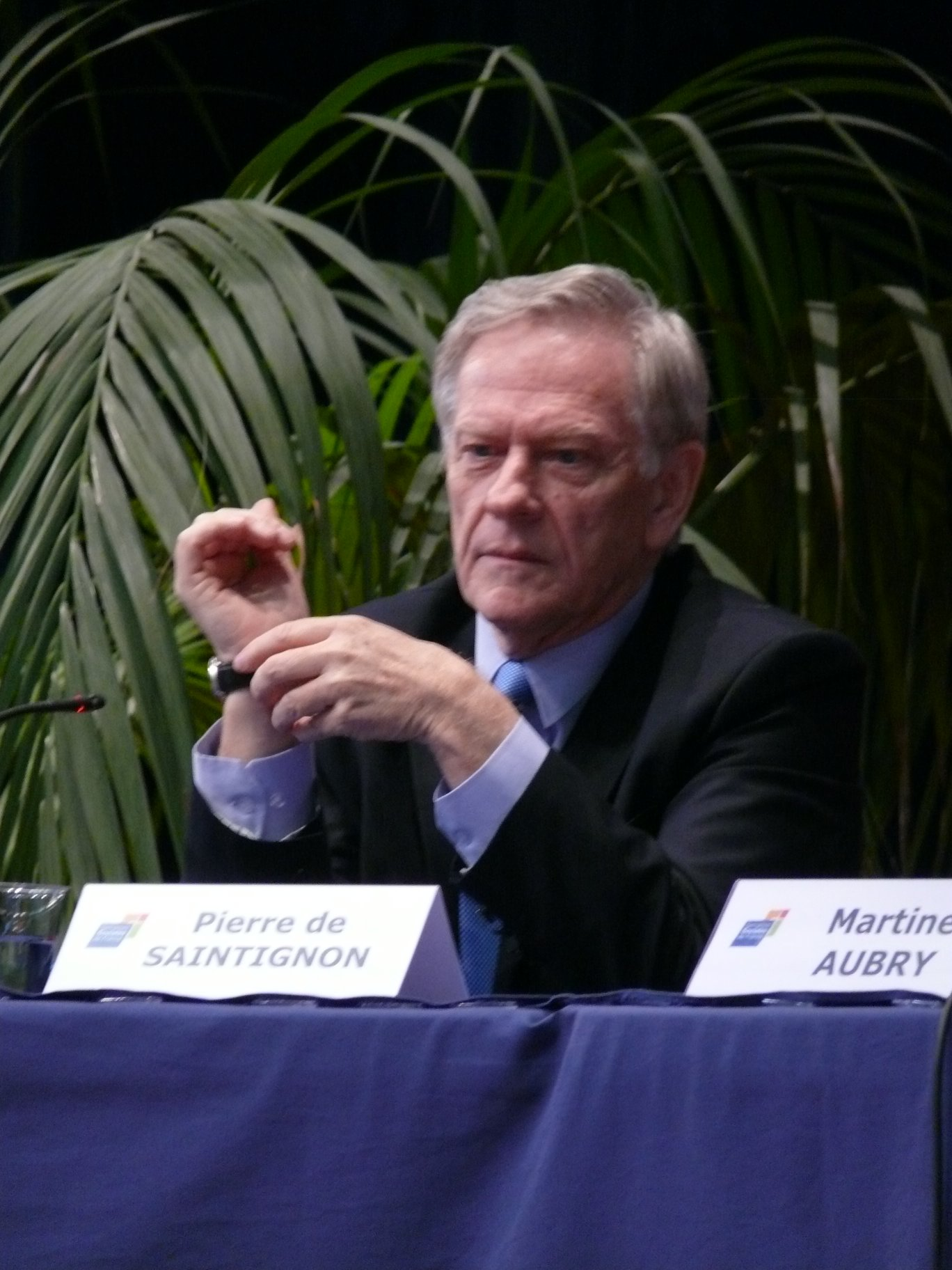
Pierre de Saintignon.

Frédéric Cuvillier tête de liste département Pas de Calais. Anne Ferreira pour l'Aisne. Beatrice Lejeune pour l'Oise, et Nicolas Dumont pour la Somme.
Pierre de Saintignon, premier adjoint de Martine Aubry à la mairie de Lille, conduit la liste régionale du PS désigné par les militants, pour la région Nord Pas De Calais Picardie. Le président de Picardie, Claude Gewerc, avait annoncé ne pas briguer la tête de liste, faute de soutiens,.

#### Nous Citoyens

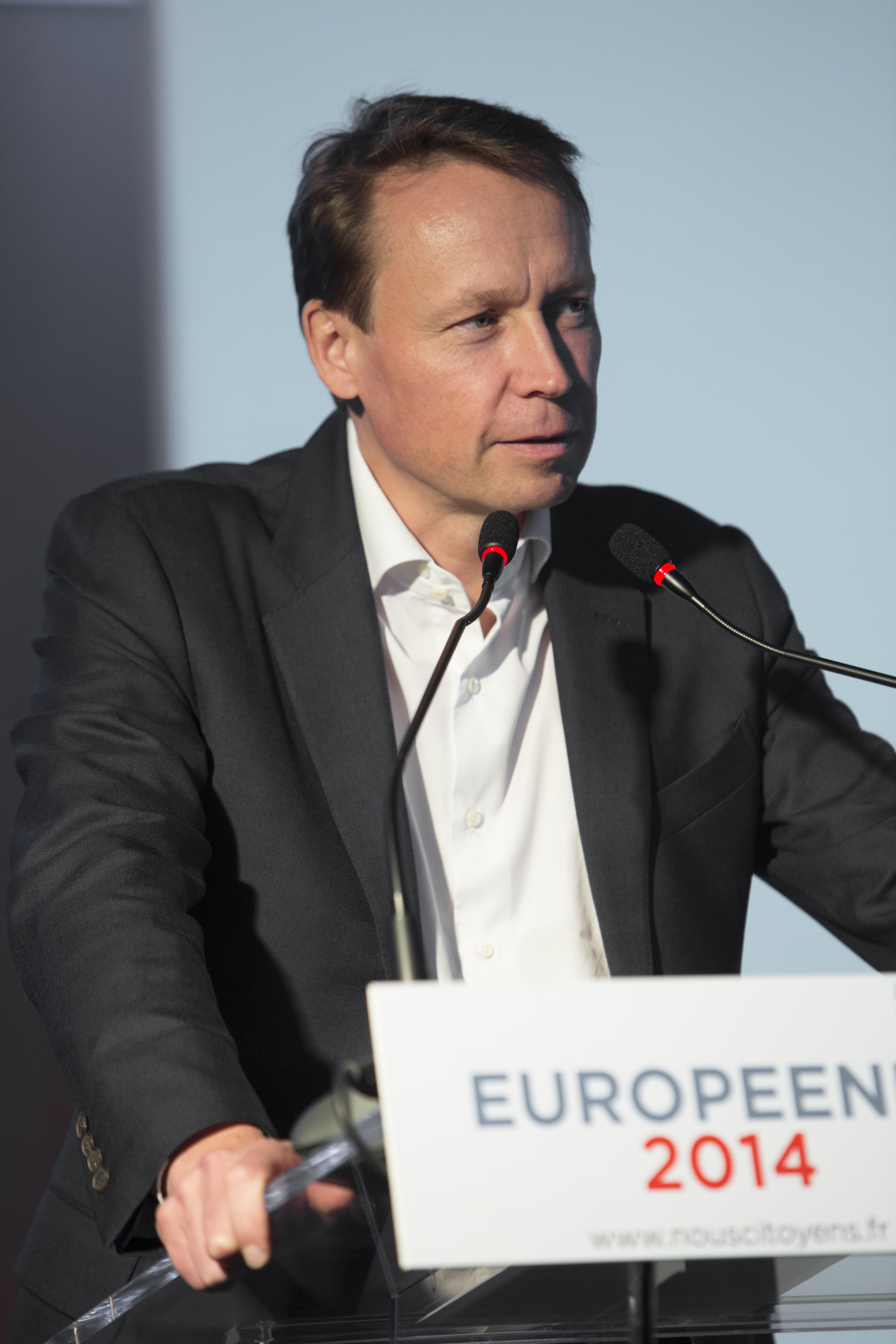
Denis Payre.

Denis Payre a fondé le mouvement Nous Citoyens en 2013, présent aux européennes de 2014 et sur le scrutin départemental. Une liste issue de la société civile est présentée pour les régionales 2015 menée par Sylvain Blondel, entrepreneur.

#### Union populaire républicaine (UPR)
Eric Mascaro est la tête de liste pour l'Union populaire républicaine dans la région Nord-Pas-de-Calais-Picardie.

### Programmes des partis

#### Debout la France (DLF)
Jean-Philippe Tanguy a mis en ligne sur son site de campagne son programme politique pour ces élections. Plusieurs grandes thématiques sont ainsi abordées.
En matière de transport, le candidat propose une rénovation des lignes ferroviaires, l'instauration d'un service minimum de transports renforcé aux heures de pointe, la création de lignes de bus pour les zones non desservies par les rails. Jean-Philippe Tanguy se prononce pour la vidéosurveillance pour toutes les lignes et les gares et le renforcement d'une véritable police ferroviaire à l'échelle de la région. Concernant l'automobile, le programme s'engage sur une suppression des péages pour les voies rentabilisées ou encore des aides régionales pour l'achat de voitures propres (filière électrique et biocarburants).
En matière de ruralité, Jean-Philippe Tanguy propose la création d'un « chèque terroir » pour encourager les producteurs, les artisans et les commerçants de proximité. De même, le candidat s'engage à lutter contre les déserts médicaux en parrainant les étudiants en médecine contre une promesse d'installation, à aider les départements et associations à assurer un service de transports aux personnes âgées vers les centres-villes et à investir dans l'Internet très haut débit et la fibre optique. Pêle-mêle, la protection de la filière du bois, le financement d'un plan de vigilance et d'action pour les apiculteurs et l'arrêt des projets d'éoliennes refusés par la population sont également mis en exergue.
En matière de sécurité, Jean-Philippe Tanguy souhaite créer une police régionale des transports, aider les communes à se doter de caméras de vidéosurveillance, contribuer au financement du matériel manquant de la police et de la gendarmerie, donner plus de moyens aux lycées pour lutter contre la drogue et soutenir les maires qui refusent les campements illégaux de Roms et de migrants.
En matière de développement économique, le candidat propose la création d'un « contrat de la deuxième chance » et souhaite élargir l'apprentissage à tous les corps de métier, dont les entreprises tertiaires, et développer massivement les formations en ligne. Par ailleurs, Jean-Philippe Tanguy souligne vouloir réserver les marchés publics aux TPE et PME régionales qui refuseraient les travailleurs détachés et créer un bouclier RSI, fonds de solidarité pour protéger les commerçants et artisans en litige avec le RSI. Le développement économique s'articule ainsi autour de l'idée de projet « Symbiose 2020 », devant permettre une meilleure alliance de l'agriculture et de l'industrie.
En matière de santé publique, Jean-Philippe Tanguy se prononce contre la fermeture supplémentaire d'hôpitaux et de maternités. Il souhaite créer un centre d'excellence contre les maladies cardio-vasculaires, un centre d'excellence Douai/Valenciennes sur la voiture propre. De même, un projet de mutuelle régionale figure dans le programme.

#### Le Rassemblement (EELV / PG / ND / NGS)
Le Rassemblement a édité un projet de 30 pages, résumant les mesures qu'il prendrait en cas de victoire.

#### Front national (FN)
Marine Le Pen a insisté sur la dimension sécuritaire de son programme. Dans un meeting de campagne à Amiens, la candidate se prononce ainsi en faveur d'une police régionale des transports et d'équipements de sécurité dans les lycées.
Philippe Emery, tête de liste Front national, s'est pour sa part engagé à baisser les indemnités des élus du Nord-Pas-de-Calais afin de réaliser une moyenne avec les élus de la Picardie. Il a également plaidé pour faire de la région l'une des moins imposées de France.
Le programme du Front national promet d'agir également sur la formation, avec la création d'une « université des métiers de la mer » et la volonté d'un audit général sur l'efficacité des structures de formation partenaires de la région.
Sur le thème de l'écologie, Marine Le Pen s'est dite opposée à l'implantation d'éoliennes qui nuisent à la santé des riverains et défigure le paysage, et souhaite prôner le bio et le recours aux producteurs locaux dans les cantines.

#### Union de la droite et du centre (LR / UDI / MoDem)
Dans un document présenté sur son site de campagne, Xavier Bertrand a articulé son programme autour de trois grands axes : le travail, l'autorité et la proximité. Une dernière partie conclut sur son engagement pour la région.
En matière de travail, Xavier Bertrand propose de réformer la formation professionnelle, compétence de la nouvelle région. Il indique également faire « le choix de l'apprentissage plutôt que des contrats aidés », en proposant, pour chaque jeune qui le demande, un poste d'apprenti, en multipliant par trois l'aide aux entreprises. Le candidat Les Républicains développe également ses propositions pour les entreprises : création d'un guichet unique, soutien à la trésorerie, consolidation des pôles d'excellence et soutien à la filière agricole. Xavier Bertrand propose également la création d'une banque régionale d'investissement.
En matière de sécurité, le candidat propose l'instauration de la vidéosurveillance dans les trains et gares de la région, avec un centre de supervision unique et la création d'une police des transports. Xavier Bertrand souhaite instaurer un plan anti-drogues fondé sur la prévention dans les lycées et centres de formation. Sur le plan de la crise des migrants, le candidat propose notamment de demander l'expulsion de tout clandestin commettant un acte illégal sur le territoire, de dénoncer les accords du Touquet, d'installer un centre fermé pour limiter les nuisances pour les habitants du Calaisis, ainsi que de décider d'un blocus maritime au large des côtes libyennes.
Xavier Bertrand prône enfin la vision d'une région plus proche de ses habitants et « fière de son identité ». À cet égard, il souhaite utiliser les fonds européens pour financer la mise au norme des exploitations, notamment dans l'élevage et la production laitière et favoriser les produits locaux dans les marchés publics. Concernant le désenclavement des territoires, Xavier Bertrand propose de rendre Internet accessible sur l'ensemble du territoire de la nouvelle région, de mettre en place un plan de modernisation rurale, et de développer les investissements dans les routes terrestres et ferroviaires du Nord-Pas-de-Calais-Picardie.

#### Lutte ouvrière (LO)
Le parti Lutte Ouvrière a mis à disposition sur son site une circulaire dans laquelle il rappelle les points principaux de son programme. Figurent ainsi en première place les revendications économiques : augmentation des revenus au même rythme que les prix réels et de façon automatique pour empêcher que l'inflation ne grignote le pouvoir d'achat des travailleurs, interdiction des licenciements, abolition du secret des affaires et contrôle des comptes des entreprises, expropriation des banquiers sans indemnités ni rachat, fusion et placement des banques sous le contrôle des travailleurs et de l'ensemble de la population.
Le programme propose également d'accueillir les migrants sur tout le territoire comme « frères de classe » ou encore de retirer les troupes françaises d'Afrique et du Moyen-Orient.

#### Parti communiste (PCF) et alliés
Une synthèse du projet du candidat est disponible sur le site de la liste « L'Humain d'abord », dans laquelle plusieurs thématiques sont abordées.
La première propose de « reprendre la main sur l'économie » en mettant l'argent au service d'une politique industrielle ambitieuse et d'investissements publics répondant aux besoins humains. Le projet phare est la création d'une banque publique régionale afin d'injecter 3 milliards d'euros dans l'économie régionale, sous forme de prêt à taux zéro au service de l'industrie, des PME et des collectivités. La liste propose également des aides aux entreprises qui soient davantage maîtrisées.
Le deuxième thème mis en exergue dans le programme et le développement de services publics accessibles et efficaces, piliers d'une économie sociale et solidaire. Fabien Roussel dit vouloir demander auprès de l'Éducation nationale davantage de postes d'enseignants pour la nouvelle région, afin de répondre au décrochage scolaire. Le candidat se propose également de faire en sorte que la CARSAT et la CPAM puissent embaucher davantage d'agents. En outre, le programme met en lumière la volonté de la liste de garantir le maintien des effectifs des 8 600 agents du Conseil régional et de développer des antennes du Conseil régional sur l'ensemble du territoire de la future région Nord-Pas-de-Calais-Picardie.
Enfin, le programme est également axé sur l'environnement. Fabien Roussel propose de favoriser les transports collectifs et le fret, relocaliser la production en permettant la mise en place d'une logique de circuits courts, et encourager l'isolation thermique des bâtiments afin de réduire la consommation d'énergie.

#### Parti socialiste (PS) et alliés
Sur son site de campagne, Pierre de Saintignon classe ses propositions en trois rubriques : emploi, service public et environnement.
Sur le thème de l'emploi, le candidat propose tout d'abord de développer les grands travaux : réalisation du canal Seine Nord, lancement des « Grands travaux portuaires » (Calais, puis l'ensemble Boulogne-Calais-Dunkerque), la rénovation des quartiers populaires et des centres-villes, un plan logement durable et l'amélioration des infrastructures de transport. Pierre de Saintignon propose également de faire du territoire Nord-Pas-de-Calais-Picardie la première région sur l'industrie numérique, en lançant l'Acte II des pôles de compétitivité et d'excellence de la région, en développant le soutien aux PME et en créant 50 000 emplois numériques sur le mandat. Concernant la compétitivité sociale, le candidat PS propose un New Deal régional et le lancement d'un programme Salariés Séniors.
Sur le thème des services publics, la santé est l'une des priorités affichée dans le programme. À cet égard, la « garantie santé » propose un élargissement du plan maisons de santé ainsi qu'un soutien de la région aux deux CHRU et aux hôpitaux de proximité. La recherche médicale est également prise en considération, avec un soutien à l'Eurasanté, à l'Institut Pasteur de Lille et aux CHRU de Lille et d'Amiens. Les engagements de Pierre de Saintignon concernent également les services publics dans leur ensemble. À cette fin, le candidat s'est exprimé en faveur de la création de Maisons de services publics dans toute la région, le développement du haut débit dans chaque commune en corrélation avec la création de services publics numériques. Par ailleurs, la valorisation du patrimoine et de la culture commune de la grande région, l'éducation artistique, le soutien à la filière économique de la culture, la création d'un conseil régional des acteurs culturels et d'une conférence annuelle des lieux culturels seraient également instaurés.
Sur le thème de l'environnement, Pierre de Saintignon a choisi d'axer son programme sur la transition écologique. Aussi, le candidat socialiste propose de faire du Nord-Pas-de-Calais-Picardie une région à la pointe de la lutte contre le réchauffement climatique en favorisant la transition énergétique et en améliorant le développement durable.

#### Nous Citoyens
Dans son discours de lancement de campagne le 3 octobre 2015, Sylvain Blondel, tête de liste du mouvement Nous Citoyens a dressé la liste des cinq priorités qui le guideraient.
En matière d'emploi, le candidat propose la « troisième Révolution industrielle » en forgeant dans la région un contexte porteur de dynamique économique et propice à la création de richesses.
De même, Sylvain Blondel souhaite axer son programme sur l'éducation, la formation professionnelle et l'apprentissage. À cet égard, il se propose de lutter contre l'illettrisme en mettant en œuvre un plan personnalisé, en augmentant les moyens pédagogiques et en développant les bourses au mérite.
Concernant l'aménagement du territoire, le candidat de Nous Citoyens souhaite lutter contre les déserts médicaux et la fracture numérique. En outre, il propose de restaurer un cadre de vie agréable, bien desservi au niveau des transports mais aussi respectueux de l'environnement.
La quatrième priorité est la défense d'une fiscalité stable et d'une gestion saine et responsable des deniers publics. Sylvain Blondel annonce ainsi qu'il n'augmentera pas les impôts.
Enfin, Nous Citoyens propose la mise en place d'une charte de l'élu pour tous les conseillers régionaux : non-cumul des mandats, transparence et obligation de rendre compte de son action.

#### Union populaire républicaine (UPR)
Le site de campagne d'Éric Mascaro (UPR fait figurer son programme pour les élections régionales 2015.
En matière de formation professionnelle et d'apprentissage, le candidat se propose d'accroître les aides pour les « métiers en tension » et de prioriser les crédits vers les jeunes les moins diplômés, tout en simplifiant les démarches administratives.
En matière d'économie, Éric Mascaro souhaite réorienter les aides vers les PME et TPE locales et l'artisanat, augmenter la part des aides allouées à la recherche et à l'innovation, créer un fonds de garantie pour les prêts bancaires aux PME et mieux superviser les chambres de métier. Concernant l'agriculture, le candidat s'oriente vers la création à titre expérimental de centres régionaux de distribution de produits agricoles, gérés par la région, à but non lucratif et permettant d'établir des circuits courts et de vendre des productions agricoles locales à des prix rémunérateurs pour les agriculteurs et intéressants pour les consommateurs.
En matière de transports, Éric Mascaro se prononce contre la privatisation du TER prévue pour 2019 et souhaite garantir le maintien des lignes de TER existantes.
Éric Mascaro se dit favorable à une gestion transparente et économe du Conseil régional : il milite en effet pour la division par deux du nombre d'élus et propose un audit complet et indépendant de la région sur la dette, l'attribution des fonds européens et des aides publiques versées aux entreprises. Au niveau régional, le candidat propose d'instaurer le référendum d'initiative populaire, de mettre en place une commission citoyenne de contrôle du conseil régional afin d'évaluer les projets et les politiques conduites et de soutenir les médias alternatifs et indépendants qui contribuent au débat démocratique.

## Sondages
Avertissement : Les résultats des intentions de vote ne sont que la mesure actuelle des rapports de forces politiques. Ils ne sont en aucun cas prédictifs du résultat des prochaines élections.
La marge d'erreur de ces sondages est de 4,5 % pour 500 personnes interrogées, 3,2 % pour 1000, 2,2 % pour 2000 et 1,6 % pour 4000.

### Premier tour
| Institut   | Date                       | Échantillon | Pecqueur (LO-NPA) | Roussel (PCF-E!) | Rousseau (EÉLV-PG-ND) | Saintignon (PS, PRG et alliés) | Gernigon (PFE) | Blondel (Nous Citoyens) | (MoDem) | (UDI) | Bertrand (LR) | Tanguy (DLF) | Mascaro (UPR) | Le Pen (FN - RBM) | Autres |
| ---------- | -------------------------- | ----------- | ----------------- | ---------------- | --------------------- | ------------------------------ | -------------- | ----------------------- | ------- | ----- | ------------- | ------------ | ------------- | ----------------- | ------ |
| Institut   | Date                       | Échantillon |                   |                  |                       |                                |                |                         |         |       |               |              |               |                   |        |
| Ifop       | Du 4 au 8 juin 2015        | 876         | 2,5 %             | 14 %             | 14 %                  | 18 %                           | -              | -                       | 5 %     | 28 %  | 28 %          | 2,5 %        | -             | 30 %              | -      |
| OpinionWay | Du 25 au 29 juin 2015      | 859         | 4 %               | 5 %              | 8 %                   | 18 %                           | -              | -                       | -       | 26 %  | 26 %          | 1 %          | -             | 32 %              | 6 %    |
| OpinionWay | Du 25 au 29 juin 2015      | 859         | 5 %               | 6 %              | 23 % (de Saintignon)  | 23 % (de Saintignon)           | -              | -                       | -       | 26 %  | 26 %          | 1 %          | -             | 33 %              | 6 %    |
| Ifop       | Du 9 au 14 septembre 2015  | 924         | 2 %               | 5 %              | 10 %                  | 18 %                           | 0,5 %          | -                       | 28 %    | 28 %  | 28 %          | 2,5 %        | -             | 34 %              | -      |
| Ifop       | Du 9 au 14 septembre 2015  | 924         | 2 %               | 9 %              | 5 %                   | 17 %                           | 1 %            | -                       | 28 %    | 28 %  | 28 %          | 3 %          | -             | 35 %              | -      |
| Ifop       | Du 9 au 14 septembre 2015  | 924         | 3 %               | 28 %             | 28 %                  | 28 %                           | 1 %            | -                       | 30 %    | 30 %  | 30 %          | 3 %          | -             | 35 %              | -      |
| Odoxa      | Du 15 au 18 septembre 2015 | 991         | 4 %               | 6 %              | 4 %                   | 19 %                           | -              | -                       | 26 %    | 26 %  | 26 %          | 2 %          | -             | 36 %              | 3 %    |
| Odoxa      | Du 15 au 18 septembre 2015 | 991         | 4 %               | 9 %              | 9 %                   | 21 %                           | -              | -                       | 26 %    | 26 %  | 26 %          | 1 %          | -             | 37 %              | 2 %    |
| BVA        | Du 6 au 14 octobre 2015    | 903         | 1 %               | 5 %              | 8 %                   | 15 %                           | -              | 2 %                     | 25 %    | 25 %  | 25 %          | 2 %          | -             | 42 %              | -      |
| Harris     | Du 14 au 19 octobre 2015   | 1 022       | 2 %               | 9 %              | 8 %                   | 16 %                           | -              | -                       | 25 %    | 25 %  | 25 %          | 2 %          | -             | 35 %              | -      |
| Ifop       | Du 20 au 23 octobre 2015   | 978         | 1 %               | 4 %              | 9 %                   | 19 %                           | -              | 1,5 %                   | 26 %    | 26 %  | 26 %          | 1,5 %        | -             | 38 %              | -      |
| Ifop       | Du 10 au 13 novembre 2015  | 968         | 1,5 %             | 5,5 %            | 8 %                   | 19 %                           | -              | 1 %                     | 26 %    | 26 %  | 26 %          | 2 %          | 0,5 %         | 36,5 %            | -      |
| OpinionWay | Du 17 au 20 novembre 2015  | 807         | 1 %               | 6 %              | 5 %                   | 20 %                           | -              | -                       | 26 %    | 26 %  | 26 %          | 2 %          | -             | 40 %              | -      |
| Ipsos      | Du 19 au 21 novembre 2015  | 802         | 2 %               | 3,5 %            | 5 %                   | 20 %                           | -              | 1 %                     | 26 %    | 26 %  | 26 %          | 2 %          | 0,5 %         | 40 %              | -      |
| BVA        | Du 17 au 23 novembre 2015  | 902         | 2,5 %             | 5 %              | 6 %                   | 17 %                           | -              | 1 %                     | 24 %    | 24 %  | 24 %          | 2 %          | 0,5 %         | 42 %              | -      |
| Ifop       | Du 25 au 28 novembre 2015  | 941         | 1,5 %             | 5,5 %            | 6,5 %                 | 20 %                           | -              | 1 %                     | 24 %    | 24 %  | 24 %          | 2 %          | 0,5 %         | 39 %              | -      |
| Ipsos      | Du 20 au 29 novembre 2015  | 23 061      | 1,5 %             | 3,5 %            | 6 %                   | 20 %                           | -              | 1,5 %                   | 25 %    | 25 %  | 25 %          | 2 %          | 0,5 %         | 40 %              | -      |

### Second tour

#### Hypothèse triangulaire
| Institut             | Date                    | Échantillon | Saintignon | Bertrand | Le Pen |
| -------------------- | ----------------------- | ----------- | ---------- | -------- | ------ |
| Institut             | Date                    | Échantillon |            |          |        |
| OpinionWay           | 25 au 29 juin 2015      | 859         | 31 %       | 32 %     | 37 %   |
| Ifop                 | 9 au 14 septembre 2015  | 924         | 32 %       | 33 %     | 35 %   |
| Odoxa                | 15 au 18 septembre 2015 | 991         | 29 %       | 32 %     | 39 %   |
| BVA                  | 6 au 14 octobre 2015    | 903         | 25 %       | 29 %     | 46 %   |
| Harris               | 14 au 19 octobre 2015   | 1022        | 32 %       | 31 %     | 37 %   |
| Ifop                 | 20 au 23 octobre 2015   | 978         | 30 %       | 31 %     | 39 %   |
| Ifop                 | 10 au 13 novembre 2015  | 968         | 31 %       | 31 %     | 38 %   |
| OpinionWay           | 17 au 20 novembre 2015  | 807         | 27 %       | 30 %     | 43 %   |
| Ipsos                | 19 au 21 novembre 2015  | 802         | 29 %       | 30 %     | 41 %   |
| BVA                  | 17 au 23 novembre 2015  | 902         | 26 %       | 30 %     | 44 %   |
| Ifop                 | 25 au 28 novembre 2015  | 941         | 30 %       | 28 %     | 42 %   |
| Ipsos - Sopra Steria | 20 au 29 novembre 2015  | 23 061      | 30 %       | 30 %     | 40 %   |

#### Hypothèse duel
| Institut   | Date                   | Échantillon | Saintignon | Bertrand                       | Le Pen |
| ---------- | ---------------------- | ----------- | ---------- | ------------------------------ | ------ |
| Institut   | Date                   | Échantillon |            |                                |        |
| BVA        | 6 au 14 octobre 2015   | 903         | /          | 48 %                           | 52 %   |
| Ifop       | 10 au 13 novembre      | 968         | /          | 53 %                           | 47 %   |
| OpinionWay | 17 au 20 novembre      | 807         | 46 %       | /                              | 54 %   |
| OpinionWay | 17 au 20 novembre      | 807         | /          | 50 %                           | 50 %   |
| BVA        | 17 au 23 novembre      | 902         | /          | 49 % (soutenu par la liste PS) | 51 %   |
| BVA        | 17 au 23 novembre      | 902         | /          | 48 %                           | 52 %   |
| Ifop       | 25 au 28 novembre 2015 | 941         | 48 %       | /                              | 52 %   |
| Ifop       | 25 au 28 novembre 2015 | 941         | /          | 50,5 %                         | 49,5 % |
| TNS Sofres | 7 au 8 décembre 2015   | 805         | /          | 53 %                           | 47 %   |
| Odoxa      | 6 au 8 décembre 2015   | 1 274       | /          | 52 %                           | 48 %   |
| BVA        | 9 au 10 décembre 2015  | 908         | /          | 53 %                           | 47 %   |

## Résultats

### Global

Carte représentant la liste arrivée en tête dès le premier tour dans l'ensemble des communes.

|                          |                          |                                  |              |              |             |               |        |               |  |  |  |  |  |  |
| Tête de liste            | Tête de liste            | Liste                            | Premier tour | Premier tour | Second tour | Second tour   | Sièges | +/-           |  |  |  |  |  |  |
| Tête de liste            | Tête de liste            | Liste                            | Voix         | %            | Voix        | %             | Sièges | +/-           |  |  |  |  |  |  |
|                          | Marine Le Pen            | FN                               | 909 035      | 40,64        | 1 015 662   | 42,23         | 54     | 28            |  |  |  |  |  |  |
|                          | Xavier Bertrand          | LR - UDI - MoDem - CNIP - CPNT   | 558 420      | 24,97        | 1 389 340   | 57,77         | 116    | 80            |  |  |  |  |  |  |
|                          | Pierre de Saintignon     | PS - PRG - MRC - UDE - MEI - MDP | 405 199      | 18,12        | Retrait     | Retrait       | 0      | 108           |  |  |  |  |  |  |
|                          | Fabien Roussel           | PCF - E! - R&S - CC,             | 119 081      | 5,32         |             |               | 0      | 108           |  |  |  |  |  |  |
|                          | Sandrine Rousseau        | EELV - PG - ND - NGS             | 107 993      | 4,83         | 0           |               |        | 108           |  |  |  |  |  |  |
|                          | Jean-Philippe Tanguy     | DLF                              | 53 359       | 2,39         | 0           | en stagnation |        |               |  |  |  |  |  |  |
|                          | Éric Pecqueur            | LO                               | 39 041       | 1,75         | 0           | en stagnation |        |               |  |  |  |  |  |  |
|                          | Sylvain Blondel          | NC                               | 30 319       | 1,36         | 0           | en stagnation |        |               |  |  |  |  |  |  |
|                          | Éric Mascaro             | UPR                              | 14 345       | 0,64         | 0           | en stagnation |        |               |  |  |  |  |  |  |
|                          |                          |                                  |              |              |             |               |        |               |  |  |  |  |  |  |
| Suffrages exprimés       | Suffrages exprimés       | Suffrages exprimés               | 2 236 792    | 96,30        | 2 405 002   | 92,66         |        |               |  |  |  |  |  |  |
| Votes blancs             | Votes blancs             | Votes blancs                     | 51 483       | 2,22         | 117 764     | 4,54          |        |               |  |  |  |  |  |  |
| Votes nuls               | Votes nuls               | Votes nuls                       | 34 576       | 1,49         | 72 651      | 2,80          |        |               |  |  |  |  |  |  |
| Total                    | Total                    | Total                            | 2 322 851    | 100          | 2 595 417   | 100           | 170    | en stagnation |  |  |  |  |  |  |
| Abstentions              | Abstentions              | Abstentions                      | 1 914 988    | 45,19        | 1 642 522   | 38,76         |        |               |  |  |  |  |  |  |
| Inscrits / Participation | Inscrits / Participation | Inscrits / Participation         | 4 237 839    | 54,81        | 4 237 939   | 61,24         |        |               |  |  |  |  |  |  |

### Ex-région Picardie

#### Aisne
| Tête de liste | Tête de liste           | Liste                            | Premier tour | Premier tour | Second tour | Second tour | Sièges  | +/-     |
| Tête de liste | Tête de liste           | Liste                            | Voix         | %            | Voix        | %           | Sièges  | +/-     |
| ------------- | ----------------------- | -------------------------------- | ------------ | ------------ | ----------- | ----------- | ------- | ------- |
|               | Paul-Henry Hansen-Catta | FN                               | 87 229       | 43,55        | 98 914      | 46,24       |         |         |
|               | Xavier Bertrand         | LR - UDI - MoDem - CNIP - CPNT   | 58 111       | 29,02        | 114 989     | 53,76       |         |         |
|               | Anne Ferreira           | PS - PRG - MRC - UDE - MEI - MDP | 27 657       | 13,81        | Retrait     | Retrait     | Retrait | Retrait |
|               | Benoît Roger            | PCF - E! - R&S - CC,             | 8 085        | 4,04         |             |             |         |         |
|               | Dominique Jourdain      | EÉLV - PG - ND - NGS             | 7 881        | 3,94         |             |             |         |         |
|               | Philippe Douchain       | DLF                              | 4 786        | 2,39         |             |             |         |         |
|               | Anne Zanditénas         | LO                               | 3 389        | 1,69         |             |             |         |         |
|               | William Landa           | NC                               | 2 198        | 1,10         |             |             |         |         |
|               | Marcel Marchand         | UPR                              | 941          | 0,47         |             |             |         |         |
|               |                         |                                  |              |              |             |             |         |         |
| Inscrits      | Inscrits                | Inscrits                         | 374 780      | 100,00       | 374 758     | 100,00      |         |         |
| Abstentions   | Abstentions             | Abstentions                      | 166 986      | 44,56        | 143 408     | 38,27       |         |         |
| Votants       | Votants                 | Votants                          | 207 794      | 55,44        | 231 350     | 61,73       |         |         |
| Blancs        | Blancs                  | Blancs                           | 4 326        | 2,08         | 10 645      | 4,60        |         |         |
| Nuls          | Nuls                    | Nuls                             | 3 191        | 1,54         | 6 802       | 2,94        |         |         |
| Exprimés      | Exprimés                | Exprimés                         | 200 277      | 96,38        | 213 903     | 92,46       |         |         |

#### Oise
| Tête de liste | Tête de liste         | Liste                            | Premier tour | Premier tour | Second tour | Second tour | Sièges  | +/-     |
| Tête de liste | Tête de liste         | Liste                            | Voix         | %            | Voix        | %           | Sièges  | +/-     |
| ------------- | --------------------- | -------------------------------- | ------------ | ------------ | ----------- | ----------- | ------- | ------- |
|               | Michel Guiniot        | FN                               | 122 031      | 42,08        | 139 407     | 44,12       |         |         |
|               | Éric Woerth           | LR - UDI - MoDem - CNIP - CPNT   | 77 746       | 26,81        | 176 579     | 55,88       |         |         |
|               | Béatrice Lejeune      | PS - PRG - MRC - UDE - MEI - MDP | 42 695       | 14,72        | Retrait     | Retrait     | Retrait | Retrait |
|               | Marie-Laure Darrigade | EÉLV - PG - ND - NGS             | 14 710       | 5,07         |             |             |         |         |
|               | Thierry Aury          | PCF - E! - R&S - CC,             | 12 871       | 4,44         |             |             |         |         |
|               | Roland Guillaux       | DLF                              | 8 334        | 2,87         |             |             |         |         |
|               | Roland Szpirko        | LO                               | 4 688        | 1,62         |             |             |         |         |
|               | Sébastien Véron       | NC                               | 4 630        | 1,60         |             |             |         |         |
|               | Kamel Katache         | UPR                              | 2 299        | 0,79         |             |             |         |         |
|               |                       |                                  |              |              |             |             |         |         |
| Inscrits      | Inscrits              | Inscrits                         | 559 330      | 100,00       | 559 345     | 100,00      |         |         |
| Abstentions   | Abstentions           | Abstentions                      | 259 295      | 46,36        | 219 409     | 39,23       |         |         |
| Votants       | Votants               | Votants                          | 300 035      | 53,64        | 339 936     | 60,77       |         |         |
| Blancs        | Blancs                | Blancs                           | 6 495        | 2,16         | 15 399      | 4,53        |         |         |
| Nuls          | Nuls                  | Nuls                             | 3 536        | 1,18         | 8 551       | 2,52        |         |         |
| Exprimés      | Exprimés              | Exprimés                         | 290 004      | 96,66        | 315 986     | 92,95       |         |         |

#### Somme
| Tête de liste | Tête de liste     | Liste                            | Premier tour | Premier tour | Second tour | Second tour | Sièges  | +/-     |
| Tête de liste | Tête de liste     | Liste                            | Voix         | %            | Voix        | %           | Sièges  | +/-     |
| ------------- | ----------------- | -------------------------------- | ------------ | ------------ | ----------- | ----------- | ------- | ------- |
|               | Sébastien Chenu   | FN                               | 93 211       | 41,02        | 104 800     | 43,63       |         |         |
|               | Brigitte Fouré    | LR - UDI - MoDem - CNIP - CPNT   | 59 845       | 26,33        | 135 412     | 56,37       |         |         |
|               | Nicolas Dumont    | PS - PRG - MRC - UDE - MEI - MDP | 39 239       | 17,27        | Retrait     | Retrait     | Retrait | Retrait |
|               | Nathalie Marchand | PCF - E! - R&S - CC,             | 11 137       | 4,90         |             |             |         |         |
|               | Dominique Théo    | EÉLV - PG - ND - NGS             | 9 441        | 4,15         |             |             |         |         |
|               | Nicolas Lottin    | DLF                              | 6 573        | 2,89         |             |             |         |         |
|               | Bruno Paleni      | LO                               | 3 858        | 1,70         |             |             |         |         |
|               | Thomas Porquet    | NC                               | 2 787        | 1,23         |             |             |         |         |
|               | Gérard Daulle     | UPR                              | 1 163        | 0,51         |             |             |         |         |
|               |                   |                                  |              |              |             |             |         |         |
| Inscrits      | Inscrits          | Inscrits                         | 408 525      | 100,00       | 408 506     | 100,00      |         |         |
| Abstentions   | Abstentions       | Abstentions                      | 170 711      | 41,79        | 144 933     | 35,48       |         |         |
| Votants       | Votants           | Votants                          | 237 814      | 58,21        | 263 573     | 64,52       |         |         |
| Blancs        | Blancs            | Blancs                           | 6 191        | 2,60         | 14 422      | 5,47        |         |         |
| Nuls          | Nuls              | Nuls                             | 4 369        | 1,84         | 8 939       | 3,39        |         |         |
| Exprimés      | Exprimés          | Exprimés                         | 227 254      | 95,56        | 240 212     | 91,14       |         |         |

### Ex-région Nord-Pas-de-Calais

#### Nord
| Tête de liste | Tête de liste        | Liste                            | Premier tour | Premier tour | Second tour | Second tour | Sièges  | +/-     |
| Tête de liste | Tête de liste        | Liste                            | Voix         | %            | Voix        | %           | Sièges  | +/-     |
| ------------- | -------------------- | -------------------------------- | ------------ | ------------ | ----------- | ----------- | ------- | ------- |
|               | Philippe Eymery      | FN                               | 341 833      | 37,04        | 383 238     | 38,16       |         |         |
|               | Valérie Létard       | LR - UDI - MoDem - CNIP - CPNT   | 239 996      | 26,01        | 621 099     | 61,84       |         |         |
|               | Pierre de Saintignon | PS - PRG - MRC - UDE - MEI - MDP | 179 185      | 19,42        | Retrait     | Retrait     | Retrait | Retrait |
|               | Fabien Roussel       | PCF - E! - R&S - CC,             | 56 194       | 6,09         |             |             |         |         |
|               | Laurent Matejko      | EÉLV - PG - ND - NGS             | 49 596       | 5,37         |             |             |         |         |
|               | François Dubout      | DLF                              | 20 335       | 2,20         |             |             |         |         |
|               | Eric Pecqueur        | LO                               | 15 464       | 1,68         |             |             |         |         |
|               | Sylvain Blondel      | NC                               | 13 724       | 1,49         |             |             |         |         |
|               | Soufyane Souchi      | UPR                              | 6 466        | 0,70         |             |             |         |         |
|               |                      |                                  |              |              |             |             |         |         |
| Inscrits      | Inscrits             | Inscrits                         | 1 804 756    | 100,00       | 1 804 722   | 100,00      |         |         |
| Abstentions   | Abstentions          | Abstentions                      | 849 197      | 47,05        | 725 917     | 40,22       |         |         |
| Votants       | Votants              | Votants                          | 955 559      | 52,95        | 1 078 805   | 59,78       |         |         |
| Blancs        | Blancs               | Blancs                           | 20 612       | 2,16         | 47 499      | 4,40        |         |         |
| Nuls          | Nuls                 | Nuls                             | 12 154       | 1,27         | 26 969      | 2,50        |         |         |
| Exprimés      | Exprimés             | Exprimés                         | 922 793      | 96,57        | 1 004 337   | 93,10       |         |         |

#### Pas-de-Calais
| Tête de liste | Tête de liste        | Liste                            | Premier tour | Premier tour | Second tour | Second tour | Sièges  | +/-     |
| Tête de liste | Tête de liste        | Liste                            | Voix         | %            | Voix        | %           | Sièges  | +/-     |
| ------------- | -------------------- | -------------------------------- | ------------ | ------------ | ----------- | ----------- | ------- | ------- |
|               | Marine Le Pen        | FN                               | 264 731      | 44,38        | 289 303     | 45,88       |         |         |
|               | Natacha Bouchart     | LR - UDI - MoDem - CNIP - CPNT   | 122 722      | 20,57        | 341 261     | 54,12       |         |         |
|               | Frédéric Cuvillier   | PS - PRG - MRC - UDE - MEI - MDP | 116 423      | 19,52        | Retrait     | Retrait     | Retrait | Retrait |
|               | Cathy Apourceau-Poly | PCF - E! - R&S - CC,             | 30 794       | 5,16         |             |             |         |         |
|               | Marine Tondelier     | EÉLV - PG - ND - NGS             | 26 365       | 4,42         |             |             |         |         |
|               | Benoit Dolle         | DLF                              | 13 331       | 2,24         |             |             |         |         |
|               | Françoise Millot     | LO                               | 11 642       | 1,95         |             |             |         |         |
|               | Josette Dautriche    | NC                               | 6 980        | 1,17         |             |             |         |         |
|               | Eric Mascaro         | UPR                              | 3 476        | 0,58         |             |             |         |         |
|               |                      |                                  |              |              |             |             |         |         |
| Inscrits      | Inscrits             | Inscrits                         | 1 090 448    | 100,00       | 1 090 608   | 100,00      |         |         |
| Abstentions   | Abstentions          | Abstentions                      | 468 799      | 42,99        | 408 855     | 37,49       |         |         |
| Votants       | Votants              | Votants                          | 621 649      | 57,01        | 681 753     | 62,51       |         |         |
| Blancs        | Blancs               | Blancs                           | 13 859       | 2,23         | 29 799      | 4,37        |         |         |
| Nuls          | Nuls                 | Nuls                             | 11 326       | 1,82         | 21 390      | 3,14        |         |         |
| Exprimés      | Exprimés             | Exprimés                         | 596 464      | 95,95        | 630 564     | 92,49       |         |         |

## Conseil régional élu

### Groupes politiques
- Les Républicains et apparentés

Assemblée élue
Les Républicains et apparentés
UDI - Union centriste
Front national

| Parti                                                | Sigle | Sigle | Élus | Groupe                         |
| ---------------------------------------------------- | ----- | ----- | ---- | ------------------------------ |
| Président du Conseil Régional : Xavier Bertrand (LR) |       |       |      |                                |
| Majorité (116 sièges)                                |       |       |      |                                |
| Les Républicains                                     |       | LR    | 61   | Les Républicains et apparentés |
| Chasse, pêche, nature et traditions                  |       | CPNT  | 7    | Les Républicains et apparentés |
| Divers droite                                        |       | DVD   | 7    | Les Républicains et apparentés |
| Union des démocrates et indépendants                 |       | UDI   | 36   | UDI - Union centriste          |
| Mouvement démocrate                                  |       | Modem | 3    | UDI - Union centriste          |
| Divers droite                                        |       | DVD   | 2    | UDI - Union centriste          |
| Opposition (54 sièges)                               |       |       |      |                                |
| Front national                                       |       | FN    | 54   | Front national                 |

### Élection du président
| Candidats       | Partis   | Partis   | Premier tour | Premier tour |
| Candidats       | Partis   | Partis   | Voix         | %            |
| --------------- | -------- | -------- | ------------ | ------------ |
| Xavier Bertrand |          | LR       | 116          | 100,00       |
|                 |          |          |              |              |
| Exprimés        | Exprimés | Exprimés | 116          | 68,24        |
| Inscrits        | Inscrits | Inscrits | 170          | 100,00       |

### Exécutif
| Poste | Conseiller régional | Conseiller régional | Parti | Délégation(s) | Département d'élection |
| ----- | ------------------- | ------------------- | ----- | --- | ---------------------- |
| 1er   |                     | Valérie Létard      | UDI   | Solidarités avec les territoires, Contrat de plan État-Région, Fonds structurels européens et Aménagement du territoire | Nord                   |
| 2e    |                     | Gérald Darmanin     | LR    | Transports, Infrastructures de transport, Relations internationales et transfrontalières, Tourisme et Communication     | Nord                   |
| 3e    |                     | Brigitte Fouré      | UDI   | Fusion, Administration générale, Affaires juridiques, Personnel et Dialogue avec les syndicats                          | Somme                  |
| 4e    |                     | Philippe Rapeneau   | LR    | Développement durable, Troisième révolution industrielle (TRI) et Transition énergétique de la région                   | Pas-de-Calais          |
| 5e    |                     | Natacha Bouchart    | LR    | Mer, Ports et Politique du littoral                                                                                     | Pas-de-Calais          |
| 6e    |                     | Sébastien Huyghe    | LR    | Apprentissage | Nord                   |
| 7e    |                     | Marie-Sophie Lesne  | LR    | Agriculture et Agro-alimentaire                                                                                         | Nord                   |
| 8e    |                     | François Decoster   | UDI   | Culture | Pas-de-Calais          |
| 9e    |                     | Karine Charbonnier  | DVD   | Formation et Relations avec les entreprises                                                                             | Nord                   |
| 10e   |                     | Nicolas Lebas       | UDI   | Enseignement supérieur, Recherche et Universités                                                                        | Nord                   |
| 11e   |                     | Manoëlle Martin     | LR    | Lycées | Oise                   |
| 12e   |                     | Guillaume Delbar    | LR    | Rénovation urbaine, Logement, Innovation numérique et sociale                                                           | Nord                   |
| 13e   |                     | Florence Bariseau   | LR    | Jeunesse et Sports | Nord                   |
| 14e   |                     | Christophe Coulon   | LR    | Ruralité, Développement du numérique, Famille et Action sociale                                                         | Aisne                  |
| 15e   |                     | Monique Ryo         | UDI   | Santé | Aisne                  |